# This Is the Life (film 1917)
This Is the Life è un film muto del 1917 diretto da Raoul Walsh che, nei credits, si firma R.A. Walsh.

## Produzione
Il film fu prodotto dalla Fox Film Corporation.

## Distribuzione
Distribuito dalla Fox Film Corporation, il film uscì nelle sale cinematografiche statunitensi il 21 ottobre 1917.